# Бурлака Галина Миколаївна
Гали́на Микола́ївна Бурла́ка — український літературознавець, кандидат філологічних наук, старший науковий співробітник, завідувачка відділу рукописних фондів і текстології Інституту літератури НАН України.

## Наукові інтереси
- історія української літератури XIX — початку ХХ століть;
- літературне джерелознавство і текстологія;
- філологічна та епістолярна спадщина М. Грушевського.

## Вибрані праці
- Монографія:

Літературна спадщина Маркіяна Шашкевича. Проблеми текстології. — К., 1988. — 113 с.
- Статті:

1. Роль діалога у творенні характеру (до вивчення «Лісової пісні» Лесі Українки) // Українська мова і література в школі. — 1982. — № 2. — С. 29—35.
2. М. Возняк — дослідник і видавець творів М. Шашкевича // Радянське літературознавство. −1984. — № 4. — С. 52—56.
3. З історії публікації поетичних творів М. Шашкевича // Літературознавчі обрії: Збірник. — К., 1984. — С. 116—127.
4. Ще раз про текст «Русалки Дністрової» / Питання текстології: Збірник. — К., 1989. — С. 19—28.
5. Адресат — Олександр Олесь (проблеми творчих взаємин О. Олеся з М. Грушевським) // Пам'ять століть. — 1996. — № 2. — С. 88—92.
6. Ранні літературні твори Михайла Грушевського: становлення особистості // Матеріали 1 Конгресу українських істориків. — Т. 3. — Чернівці, 2001. — С. 190—195.
7. Тарас Шевченко у літературній спадщині Михайла Грушевського // Матеріали 34-ї наукової шевченківської конференції. — Книга 2. — Черкаси, 2003. — С. 46—52.
8. Основні проблеми сучасної української текстології // Матеріали V Міжнародного Конгресу україністів. — Т. 1. — Чернівці, 2003. — С. 69—71.
9. Текстологічні аспекти ранньої поезії Михайла Грушевського: композиція, датування, авторство / Спадщина: Літературне джерелознавство. Текстологія. — Том 1. — К., 2004. — С. 161—173.
10. Олександр Кониський: нові грані постаті (на матеріалі листування з М. Грушевським) // Український історик. — 2004—2005. — № 3—4/1 (163—165). — С. 60—68.
11. Ще одне джерело до вивчення теми «Михайло Грушевський і релігія» // Біблія і культура: Збірник наукових статей / — Вип. 7. — Чернівці, 2005. — С. 80—87.
12. До історії створення «Українсько-руської видавничої спілки» // Записки НТШ. — Том CCL — Львів, 2005. — С. 761—769.
13. Помилковий адресат одного листа Івана Франка… // Там само. — С. 776—779.
14. Вибачте, шановний Агатангеле Юхимовичу! // Слово і Час. — 2006. — №. — С.86—89. — Рец.на кн.: Епістолярна спадщина Агатангела Кримського. Т.1. — К., 2006. — 500 с.
15. Літературна творчість Івана Франка в оцінці Михайла Грушевського // Вісник: (Літературозанавчі студії) / Київ.міжнарод.ун-т. — 2006. — Вип. 8. — С. 32—43.
16. Михайло Грушевський — літературний критик // Український історик. — 2006—2007. — № 4 / 1—2. — С. 285—300.
17. Дійові особи: Німфа, Пасічник, Ратай, Хлопець, Перебендя та інші. Нотатки публікатора // Слово і час. — 2007. — № 4. — С. 70—76.
18. Літературно-критична спадщина Михайла Грушевського: джерелознавчі знахідки // Слово і час. — 2008. — № 6. — С. 77—82.
19. І. С. Нечуй-Левицький і М.Грушевський: літературні взаємини // Іван Нечуй-Левицький: постать і творчість: Збірник праць Всеукраїнської наукової конференції до 170-річчя з дня нар. І. С. Нечуя-Левицького. — Черкаси, 2008. — С. 252—259.
20. Літературна творчість Михайла Грушевського // Дивослово. — 2009. — № 1. — С. 48—54.
21. Іван Франко і Михайло Грушевський: спроба об'єктивної характеристики // Спадщина: Літературне джерелознавство, текстологія. — Том V. — К., 2010. — С. 27–66. (У співавторстві з І.Гиричем).
22. Історична тематика у літературній творчості М. Грушевського // Дивослово. — 2012. — № 1. — С. 51–54.

- Науково-критичні видання, у яких передмови, підготовка текстів, упорядкування, коментарі Галини Бурлаки:

1. З. Тулуб. В степу безкраїм, за Уралом. — К., Дніпро, 1992. — 572 с.
2. В. Стус. Твори. — Том 2. — Львів, 1995 (Збірка «Час творчості». — С. 12—190, 338—377; 389—406).
3. Листування Михайла Грушевського / Том 1 серії «Епістолярні джерела грушевськознавства». — Київ — Нью-Йорк — Париж — Львів — Торонто, 1997. — 400 с.
4. Михайло Грушевський. Із літературної спадщини. — Київ — Нью-Йорк, 2000. — (Поетичні твори. — С. 21—33; 35—115; 339—375).
5. Листування Михайла Грушевського / Том 2 серії «Епістолярні джерела грушевськознавства». — Київ — Нью-Йорк та ін., 2001. (Листи Володимира Дорошенка до Михайла Грушевського. — С. 223—269; 377—388).
6. Листування Михайла Грушевського / Том 3 серії «Епістолярні джерела грушевськознавства». — Київ — Нью-Йорк та ін., 2006. — 718 с. (Всі листи, крім добірки О. Олеся, які підготувала та прокоментувала Наталка Лисенко).
7. Грушевський М. Твори: в 50 т. — Том 11: Літературно-критичні праці (1883—1931), «По світу» / Підготовка текстів, упорядкування, коментар, укладання покажчиків, передмова «Ще одна грань таланту: Михайло Грушевський — літературний критик» — Л., 2008. — 750 с.
8. Грушевський М. Твори: в 50 т. — Том 12: Поезія (1882—1903). Проза, драматичні твори, переклади (1883—1886) / Підгот. тексту, упорядкування, коментар, уклад. покажчиків, передмова «Письменницька спадщина Михайла Грушевського» — Л., 2011. — 520 с.

- Видання під загальною редакцією Г. Бурлаки:

1. Путівник по фондах відділу рукописів Інституту літератури. — К., 1999. — 864 с.

## Нагороди
- Премія ім. Григорія Костюка